# Manual per al meu fill
Manual per al meu fill (en llatí Liber Manualis) és un llibre escrit per Duoda, una escriptora del segle ix que fou comtessa de Girona i Barcelona com a cònjuge de Bernat de Septimània. L'autora idea i elabora una obra de gran importància, en forma de manual de consells religiosos-morals i pràctics per al seu fill de setze anys, Guillem de Septimània. Aquesta obra pertany als anomenats espills de prínceps, però en aquest cas el mirall reflecteix la mateixa autora, perquè li pugui servir al seu fill, per mirar-se i trobar la seva mare.
Actualment es conserva una de les tres còpies conservades –la més completa– a la Biblioteca de Catalunya.

## Estil
Duoda escriu o dicta el Manual en llatí, un llatí —com sosté l'estudiós Peter Dronke— molt subtil, complex i poc ortodox, perquè Duoda busca la claredat perquè l'entengui el seu fill adolescent, però la busca a la seva manera, vol sempre dir les coses de forma molt personal; és per això que en llegir la seva obra, si parem atenció en el que diu i com ho diu, se'ns converteix en una autora inoblidable i inconfusible, potser cap altre autor o autora de la seva època compareix en la seva creació amb una presència tan acusada i individual.
Com succeeix moltes vegades quan s'escriu, sembla que a Duoda li costa trobar el fil o fils per iniciar el seu llibre. Fil que haurà d'agafar el seu fill Guillem per trobar la seva mare quan llegeixi el 'Manual'. Potser és per això que l'estructura inicial del 'Manual' és tan personal. El llibre s'inicia amb diversos i complexos preàmbuls o epígrafs, és a dir, trobem diferents parts que són com diferents començaments. Trobem de forma diferent aquesta complexitat inicial en altres autores medievals com la dramaturga Hrotsvita de Gandersheim, i contemporànies com la poeta rusa Ana Ajmatova. També elles necessiten aquesta mena de laberints per endinsar-se en l'escriptura.

## Títol
Duoda explica el títol triat pel llibre, Manual, i després escriu l'apartat que titula: 'Comença el text' (Incipit textus), a continuació la secció: 'Comença el llibre' (Incipit liber). Després, en un altre epígraf, demana ajut diví per començar el llibre: 'En nom de la Santa Trinitat'. Segueix després un 'Epigrama..., seguit del 'Pròleg' (Incipit prologus), a continuació el 'Prefaci', i un índex analític, de cada capítol. Només després d'escriure totes aquestes parts, sembla que és a partir d'aquí que Duoda troba la força i confiança necessàries, potser supera els dubtes o les pors, per poder desenvolupar el seu paper de mestra, que escriu un manual de teologia i guia per acompanyar la vida del seu fill, Guillem.
Duoda manifesta al 'Manual' un alt grau d'autoconsciència, de refinada sensibilitat i una gran delicadesa i discreció a l'hora d'expressar el seu sofriment, i el text traspua un sentit de tràgica soledat.
Duoda en escriure el seu Manual és no només una mare que instrueix i aconsella el seu fill, sinó una sàvia i teòloga, que escriu 'una veritable teologia feta a casa', com diu Rosetta Stella.